# Rhytidoponera gregoryi
Rhytidoponera gregoryi é uma espécie de formiga do gênero Rhytidoponera.